# Мон-Дор (футбольный клуб)
Мон-Дор (фр. AS Mont-Dore) — новокаледонский футбольный клуб из города Нумеа. Основан в 1999 году. Выступает в Чемпионате Новой Каледонии. Домашние матчи проводит на стадионе «Нума Дали», вмещающем 16 000 зрителей.

## История
Клуб был основан в 1999 году. Является пятикратным чемпионом Новой Каледонии. Трижды участвовал в Лиге чемпионов ОФК. Чемпионство в сезоне 2011/2012 дало команде право на участие в Лиге чемпионов ОФК 2012/2013. Своё выступление в ней «Мон-Дор» начал с раунда плей-офф. Соперником стал «Тупапа Мараэренга» с Островов Кука. Матч закончился 3:1 в пользу «Мон-Дора», и он отправился в групповой этап. Соперниками стали: «Дрэгон», «Окленд Сити» и «Уайтакере Юнайтед».

## Достижения
- Чемпион Новой Каледонии: 5

2002, 2006, 2010, 2011, 2012
- Обладатель кубка Новой Каледонии: 3

2006, 2008, 2009.